# Jean de Normandie (1544-1616)
Pour les articles homonymes, voir Jean de Normandie.
Jean de Normandie, seigneur du Bouchet, né en 1544 ou 1545 à Noyon  et mort le 14 avril 1616 à Genève, est un diplomate genevois d'origine française.

## Biographie
Fils de Laurent de Normandie et d'Anne de La Vacquerie, il est docteur en droit et devient bourgeois de Genève.
Il est membre du Conseil des Deux-Cents de 1575 à 1588, puis du Conseil des Soixante de 1589 à 1616. 
En 1589, il est envoyé auprès du roi Henri IV de France, pour le féliciter à l'occasion de son accession au trône et lui demander secours contre la Savoie.
Il prend part à la signature du traité de Saint-Julien reconnaissant les franchises des Genevois en 1603.